# Дом, где учился А. С. Мирошник
Дом, где учился А. С. Мирошник — памятник истории местного значения в Плоском. 

## История
Решением исполкома Черниговского областного совета народных депутатов от 31.05.1971 № 286 присвоен статус памятник истории местного значения с охранным № 1350 под названием Дом, где учился Герой Советского Союза А. С. Мирошник.

## Описание
Дом построен в 1904 году. Одноэтажный, каменный дом, размерами 22х14 м.
В местной средней школе в период 1930-1937 годы учился Герой Советского Союза Андрей Степанович Мирошник. Затем учился в Нежине.
В 1977 году на фасаде школы (улица Мирошника, дом № 4) была установлена мемориальная доска (мрамор, 0,8х0,4 м), до этого была другая мемориальная доска, установленная в 1955 году.